# 甘利信恒
甘利 信恒（あまり のぶつね）は、戦国時代から安土桃山時代にかけての武将。甲斐武田氏の家臣。

## 略歴
甲斐武田家重臣・甘利信康の子。祖父は甘利虎泰、伯父は甘利信忠、従兄弟に甘利信頼がいる。
天正3年（1575年）5月21日の長篠の戦いで父・信康が戦死したため、家督相続して武田勝頼に仕える。同年もしくは翌年に、甲斐の鎮目寺に棟札を奉納している。
天正4年（1576年）9月、遠江小山の陣中において暗殺されたという。享年17。